# Gazzetta
Gazzetta (zdrobnienie od wł. gaza – mienie, majątek) – potoczna nazwa bitych od XVI w. dwusoldowych monet weneckich.

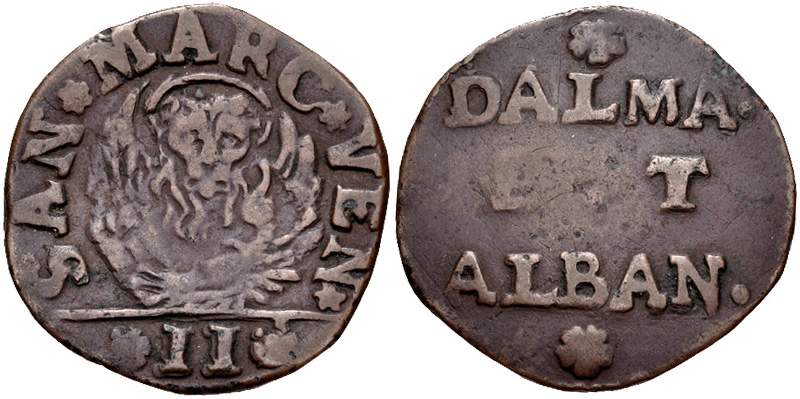
„Kolonialny” gazzettone bity dla Dalmacji i Albanii (1691)

Nazwą tą określano w Wenecji monety wprowadzone od 1539 r. i bite ze stopu niskiej jakości (bilonu) w nominałach 2 i 3 gazzetty oraz 4 (zwana grossetto) i 10 (zwana lirazza albo lirone). Gazzetta stanowiła początkowo 1/398 monety srebrnej, później – 1/478. Na jej awersie wyobrażano personifikację zasiadającej Sprawiedliwości, na rewersie – lwa, symbol Republiki bądź też św. Marka na awersie, a na odwrocie wizerunek Chrystusa. Monety nie nosiły imienia aktualnie panującego doży. Opatrzone imionami dożów Gerolamo Priuli (1559-67), Giovanni Cornera (1625-29) i Francesco Molina (1646-55) emitowano wyłącznie dla Kandii na weneckiej Krecie (dwusoldówki), podobnie jak z imieniem generalnego kapitana Grimani – jako monetę zastępczą w nominale 10-gazzettowym. Od 1684 r. była to jedynie moneta miedziana.
Przez analogię nazywano tak również 2-soldowe monety bite na obszarze północnych Włoch w Guastalli Gonzagów i w księstwie Mirandola. Ponadto nazwę tę stosowano względem monet jońskiego Heptanezu, czyli Republiki Siedmiu Wysp w latach 1800-1815, bitych w nominałach 1, 5 i 10 gazzett.
Mianem gazzettone określano natomiast 2-soldową monetę miedzianą o większej średnicy, wypuszczaną w Wenecji w XVII i XVIII stuleciu dla zamorskich prowincji Republiki. Nosiła ona w legendzie oznaczenia: Dalmazia e Albania, Isole e Armata (tj. Wyspy i flota), Armata e Morea, Corfù Cefalonia e Zante.
Pierwsza wenecka gazeta miała cenę jednej gazzetty, skąd też powstała i przyjęła się ta nazwa dla podobnych druków z wiadomościami.